# Quatre Bras (Lochem)
Quatre Bras is een buurtschap in de gemeente Lochem (Nederlandse provincie Gelderland), gelegen tussen de plaatsen Gorssel en Eefde.
Het plaatsje dankt zijn naam aan een landhuis dat vanaf het midden van de 19e eeuw is ontstaan en Quatre Bras (Frans voor "vier armen") is genoemd, naar de ligging ervan aan een kruising van vier wegen. Oorspronkelijk zou op deze plek een theekoepel hebben gestaan, die vanaf het midden van de 20e eeuw werd vergroot en uitgebreid. Het landgoed maakte deel uit van de kwekerij van dhr. Duburg, die er veel tuinbouwstudenten opleidde.
De Franse naam - ook die van villa "Galette" in de buurtschap - is mogelijk terug te leiden op het Franse leger, dat in 1795 en 1796 (tijdens de Bataafse Republiek) een kampement had op de nabijgelegen Gorsselse Heide. Net als bij Quatrebras in Friesland was er eerst sprake van een rechttrekking van een weg. De weg van Deventer naar Zutphen liep aanvankelijk westelijker, langs de IJssel.
Op het kruispunt bevond zich begin 20e eeuw een tram-/bushalte. De halte was van vervoersbedrijf Z.E.G.O. (Zutphen-Eefde-Gorsselse Omnibusdienst) van de heer B.H.J. Bruil. Wachters konden terecht in café Beuse. De Z.E.G.O werd in 1941 aan de G.T.W. (Gelderse Tramwegen) verkocht.
Het landhuis en de kruising zijn er nog steeds. De noord-zuidweg is de N348, die ter plaatse Zutphenseweg heet en een belangrijke verkeersader vormt tussen Deventer en Zutphen. Van west naar oost loopt de Quatre Brasweg er over in de Flierderweg. Er is geen plaatsnaambord en de adressen zijn administratief ingedeeld bij Eefde.

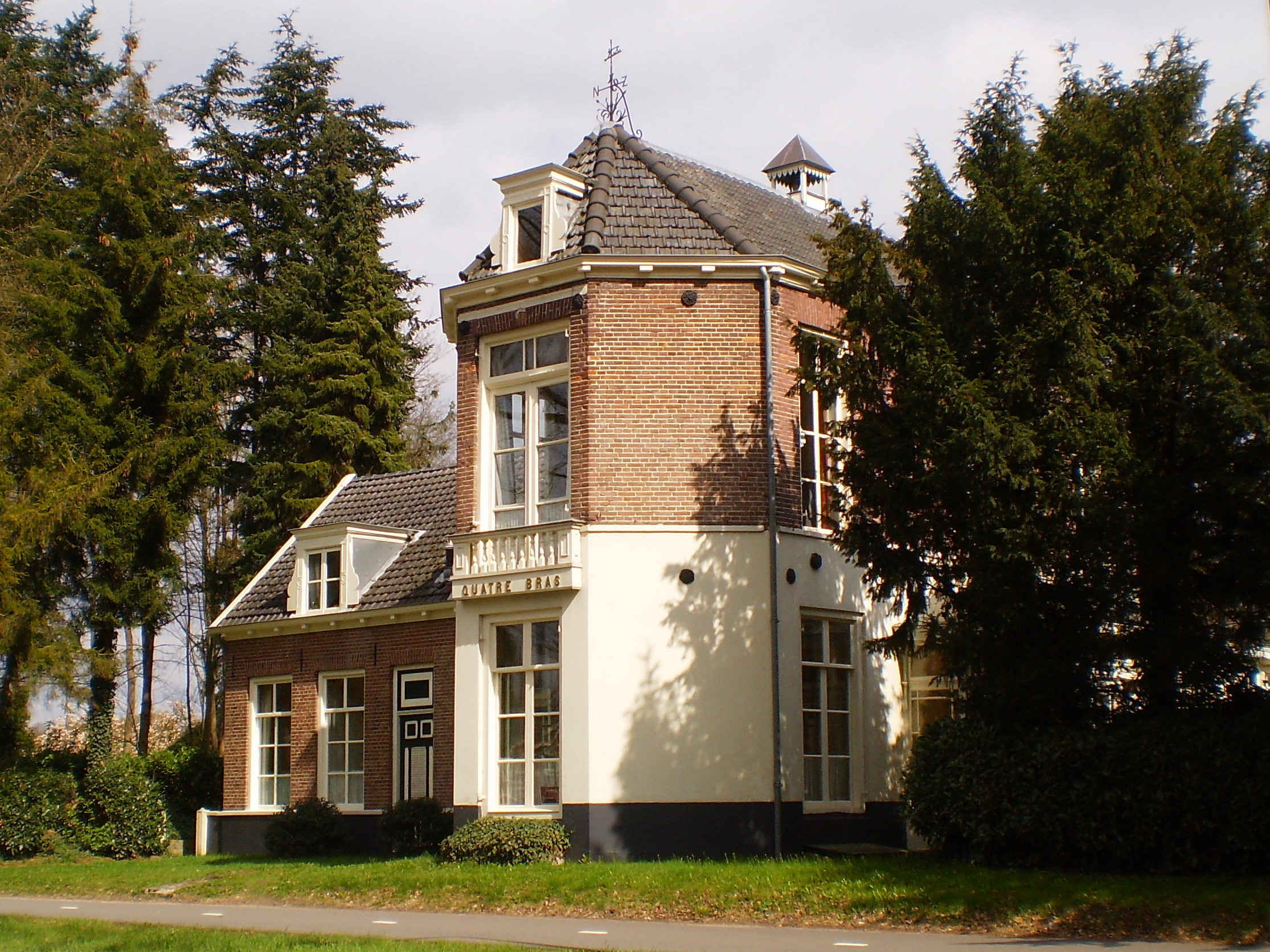
Huize Quatre Bras in 2010

In november 1992 werd huize Quatre Bras op de monumentenlijst van de toenmalige gemeente Gorssel geplaatst. Een andere villa is 'Haemstede', waar juffrouw Langholts, dochter van de directeur van het paardentrambedrijf Zutphen-Eefde woonde. Als kostganger had ze een uit Duitsland afkomstige homeopaat, die plaatselijk bekendstond als 'de wonderdokter'. Haemstede heeft onder meer dienstgedaan als herstellingsoord, bar-restaurant, kunstgalerie en filiaal van de DSB Bank. Verder bevinden zich in de buurtschap, die vooral villa’s telt, een Chinees-Indisch restaurant (in het pand van het vroegere café Beuse) en een sportpark.
Enkele historisch interessante straatnamen in de buurt zijn de Markweg, die herinnert aan de Gorsselse marke, en de Jodendijk. Joodse veehandelaren trokken daags vóór de veemarkt door de omgeving om er vee te kopen. Een favoriete standplaats was de Eesterbrink, die te bereiken was via de huidige Jodendijk.
Stad: Lochem     
Dorpen: Almen · Barchem · Eefde · Epse · Exel · Gorssel · Harfsen · Joppe · Laren

Buurtschappen: Ampsen · Armhoede · Groot Dochteren · Klein Dochteren · Kring van Dorth · Nettelhorst, Langen en Zwiep · Oolde · Quatre Bras · De Schoolt

Gelderland: Steden en dorpen in Gelderland      Nederland: Provincies · Gemeenten